# Franz Schiemer
Franz Schiemer (Haag am Hausruck, 21 marzo 1986) è un dirigente sportivo, allenatore di calcio ed ex calciatore austriaco, di ruolo difensore, consulente del management del Leeds Utd.

## Carriera
Schiemer ha iniziato la sua carriera calcistica nella squadra della città di Taufkirchen an der Trattnach, giocando inizialmente come attaccante; nel 1996 approda nelle giovanili del Ried per merito dell'allenatore Karl Franz (dove si specializza nel ruolo di difensore). Esordisce in prima squadra nella stagione 2003-2004 all'età di soli 17 anni.
Nel 2005 compie il salto di qualità venendo acquistato dall'Austria Vienna; quattro anni più tardi però, precisamente il 9 aprile 2009, i rivali del Salisburgo, dopo aver dapprima avanzato una richiesta d'acquisto, ottengono il suo trasferimento attraverso un contratto che lo legherà alla società biancorossa fino al 30 giugno 2012. A Salisburgo vince il campionato nel 2009-2010 e nel 2011-2012, in quest'occasione conquista anche la coppa d'Austria. Dopo aver rinnovato il contratto, Schiemer partecipa alla conquista del double anche nella stagione 2013-2014.

## Palmarès
- Erste Liga: 1

Ried: 2004-2005
- Coppa d'Austria: 4

Austria Vienna: 2006-2007, 2008-2009
Salisburgo: 2011-2012, 2013-2014
- Campionato austriaco: 3

Salisburgo: 2009-2010, 2011-2012, 2013-2014